# Авниэль, Биньямин
Биньямин Авниэль (ивр. בנימין אבניאל‎, при рождении Гатштейн — ивр. גטשטיין‎; 1 ноября 1906 года, Османская Палестина — 18 июня 1993 года. Израиль) — израильский политик, депутат кнессета (2, 3, 4, 5, 6 созывы) от движения «Херут», а затем от блока «ГАХАЛ».

## Биография
Биньямин Гатштейн родился 1 ноября 1906 года на территории Османской Палестины, в семье раввина Хаима Баруха ха-Коэна Гатштейна и его жены Валлы (урождённой Московиц). Биньямин учился в хедере, а затем в учительской семинарии в Иерусалиме.
Высшее образование получил в университете Брюсселя, в области образования и общественных наук. Получил степень доктора философии в области общественных наук и экономики. В 1934 году женился на дочери раввина Зеэва Цви Вингрович (ивр. זאב צבי וינגרוביץ‎) Пнине.
В 1951 году был впервые избран в кнессет, работал в комиссии по труду, комиссии по экономике и законодательной комиссии. Был председателем комиссии по услугам населению.
От движения «Херут» переизбирался в кнессет 3-го, 4-го и 5-го созывов. В кнессет 6-го созыва был избран от нового блока «ГАХАЛ» (куда вошел и «Херут»). Во всех созывах кнессета (кроме второго) служил председателем экономической комиссии, а в кнессете 6-го созыва работал также председателем подкомиссии по борьбе с дорожными авариями.